# Ulvomajärvi
Ulvomajärvi är en sjö i Finland. Den ligger i kommunen Kittilä i landskapet Lappland, i den norra delen av landet, 900 km norr om huvudstaden Helsingfors. Ulvomajärvi ligger 288,4 meter över havet. Arean är 9,8 hektar och strandlinjen är 1,45 kilometer lång. Sjön  ingår i Kemi älvs huvudavrinningsområde. 